# 김용성 (1888년)
김용성(金容晟, 1888년 ~ ?)은 일제강점기의 관료이다.

## 생애
출신지는 충청남도 공주군이다. 1910년에 경상남도 김해군의 사립학교인 김해법학강습소를 졸업하고 김해에서 교편을 잡았다.
1913년부터 판임관 견습을 거쳐 1914년에 김해군의 군서기로 전직하여 조선총독부 관리가 되었다. 이후 충청남도 청양군과 공주군에서 군서기를 지내고 충청남도 내무과에서 근무하다가, 1928년에 총독부 군수로 승진했다. 충남 보령군과 천안군 군수를 역임했다.
천안군수로 재직 중이던 1935년에 총독부가 편찬한 《조선공로자명감》에 조선인 공로자 353명 중 한 명으로 수록되어 있다. 총독부가 시정 25주년을 기해 표창한 표창자 명단에도 들어 있다. 일본 정부로부터 훈6등 서보장을 수여 받는 등 1936년을 기준으로 종6위 훈6등에 서위되어 있었다.
일본 제국이 중일 전쟁을 앞두고 군국주의 체제를 준비하던 시기인 1933년에 총독부는 일본의 국방의회를 본따 조선 각 지역에 국방의회를 조직하고 조선국방의회연합회라는 단체를 결성했는데, 이때 충청남도국방의회연합회에서 천안 대표로 이사를 맡았다.
2008년 공개된 민족문제연구소의 친일인명사전 수록예정자 명단 중 관료 부문에 선정되었다.

## 참고자료
- 김용성(金容晟) - 국사편찬위원회